# Krzysztof Kubów
Krzysztof Jan Kubów (ur. 22 lipca 1984 w Lubinie) – polski polityk i samorządowiec, poseł na Sejm VIII, IX i X kadencji, w 2019 sekretarz stanu w Ministerstwie Energii, w 2019 sekretarz stanu w Ministerstwie Aktywów Państwowych, w latach 2019–2023 sekretarz stanu w Kancelarii Prezesa Rady Ministrów i szef Gabinetu Politycznego Prezesa Rady Ministrów.

## Życiorys
Ukończył administrację na Wydziale Prawa, Administracji i Ekonomii Uniwersytetu Wrocławskiego, odbył także studia menedżerskie w Wyższej Szkole Bankowej we Wrocławiu, we wrocławskiej WSB uzyskał również dyplom Executive MBA. Pracował w przedsiębiorstwach wchodzących w skład grupy kontrolowanej przez koncern KGHM Polska Miedź, był również redaktorem naczelnym lokalnego czasopisma „Nasz Region”. Członek Klubu „Gazety Polskiej”.
Zaangażował się w działalność polityczną w ramach Prawa i Sprawiedliwości. W wyniku wyborów w 2010 wszedł w skład rady powiatu lubińskiego. W 2011 bezskutecznie ubiegał się o mandat poselski. W 2014 został radnym sejmiku dolnośląskiego V kadencji.
W 2015 ponownie kandydował do Sejmu w okręgu legnickim. Został wybrany na posła VIII kadencji, otrzymując 14 551 głosów. W Sejmie pracował w Komisji do Spraw Energii i Skarbu Państwa, Komisjo Ochrony Środowiska, Zasobów Naturalnych i Leśnictwa oraz Komisji Cyfryzacji, Innowacyjności i Nowoczesnych Technologii.
W 2018 kandydował na prezydenta Lubina, zajmując 2. miejsce z wynikiem 28,38% (już w I turze zwyciężył dotychczasowy włodarz Robert Raczyński). W sierpniu 2019 powołany na stanowisko sekretarza stanu w Ministerstwie Energii, powierzono mu kwestie dotyczące polityki surowcowej państwa.
W wyborach parlamentarnych w tym samym roku uzyskał poselską reelekcję, zdobywając 23 834 głosy. W listopadzie 2019, po przekształceniach w strukturze ministerstw, przeszedł na funkcję sekretarza stanu w Ministerstwie Aktywów Państwowych. W tym samym miesiącu premier Mateusz Morawiecki powołał go na sekretarza stanu w Kancelarii Prezesa Rady Ministrów, a także mianował go szefem Gabinetu Politycznego Prezesa Rady Ministrów. W marcu 2021 został przez premiera Mateusza Morawieckiego powołany na sekretarza Rady Doradców Politycznych.
W wyborach w 2023 po raz trzeci z rzędu uzyskał mandat poselski z wynikiem 15 928 głosów. W grudniu 2023 zakończył pełnienie funkcji w administracji rządowej.